# Konradowo (powiat nowosolski)
Konradowo – wieś w Polsce położona w województwie lubuskim, w powiecie nowosolskim, w gminie Otyń nad rzeką Śląska Ochla.
W latach 1975–1998 miejscowość należała administracyjnie do województwa zielonogórskiego.
Pierwsza wzmianka o wsi pojawia się w roku 1516 w dokumencie zakupu dóbr otyńskich przez ród Rechenbergów.

## Demografia
Liczba mieszkańców miejscowości w poszczególnych latach:
| Rok  | Ilość mieszkańców |
| ---- | ----------------- |
| 1998 | 257               |
| 2002 | 246               |
| 2009 | 288               |
| 2011 | 313               |
| 2021 | 319               |